# تپه دیوانخانه
تپه دیوانخانه مربوط به دوره اشکانیان است و در شهرستان کوثر (گیوی)، بخش فیروز، دهستان سنجبد جنوبی، روستای میکائیل آباد واقع شده و این اثر در تاریخ ۱۸ اسفند ۱۳۸۷ با شمارهٔ ثبت ۲۴۹۵۹ به‌عنوان یکی از آثار ملی ایران به ثبت رسیده است.